# Yep Kramer
Yep Kramer (Nieuweschoot, 15 november 1957) is een Nederlandse voormalig langebaan- en marathonschaatser en tegenwoordig trainer van het Gewest Friesland. Zijn beste prestatie was het op het EK Allround van 1983 behalen van de tweede plaats in het eindklassement. Op dit kampioenschap werd hij derde op de 5000 en 1500 m. Op het WK Allround van 1980 won hij brons op de 1500 m. Drie jaar later kreeg hij op het WK Allround op de 5000 m het zilver uitgereikt.  

## Biografie
Kramer heeft zijn gehele langebaan-loopbaan in de schaduw gestaan van zijn meer getalenteerde collega's, zoals Hilbert van der Duim, Frits Schalij en Hein Vergeer. Zijn beste jaren waren 1983 en 1984. In 1983 komt hij heel dicht bij de Europese titel. Na drie afstanden leidt hij in het klassement, maar voor hij op de slotafstand aantreedt, besluit scheidsrechter Wiebe Brouwer het ijs met het oog op een naderende sneeuwbui te schrapen. De sneeuwbui blijft uit en Kramer start op zeer zwaar ijs, met een zeer matige tijd en een tweede plek in het klassement tot gevolg. Kramer is nog altijd van mening dat de titel hem hiermee is ontstolen. 
Nadat hij zich in 1985 niet wist te plaatsen voor een internationaal toernooi, reed hij op 21 februari de Dertiende Elfstedentocht. Het jaar daarop nam Kramer wederom deel.
Op 10 februari 1991 won Kramer de natuurijsklassieker Hollands Venetiëtocht. In 1993 eindigde Kramer als 4e tijdens de Nederlands kampioenschap marathonschaatsen op natuurijs dat gewonnen werd door Erik Hulzebosch. In 1996 won hij het NK Marathonschaatsen op natuurijs. In 1997 deed Kramer mee aan de door Henk Angenent gewonnen Elfstedentocht. Hij behaalde een 8e plaats. In 2002 sloot hij zijn schaatscarrière af na rugklachten.
Hij is de vader van de schaatsers Sven en Brecht Kramer. Ook zijn vader was een verdienstelijk schaatser: Hendrik Kramer nam tussen 1942 en 1997 zeven keer deel aan de Elfstedentocht en hield daar zes kruisjes aan over.

## Resultaten
| Jaar | NK Afstanden | NK Allround          | NK Sprint          | EK Allround              | WK Allround              | Olympische Spelen    | WK junioren              |
| ---- | ------------ | -------------------- | ------------------ | ------------------------ | ------------------------ | -------------------- | ------------------------ |
| 1976 |              |                      |                    |                          |                          |                      | 15e (29e, 12e, 11e, 14e) |
| 1977 |              |                      |                    |                          |                          |                      | 5e · (13e, , 5e, 4e)     |
| 1978 |              | 6e (10e, 8e, 6e, 8e) |                    |                          |                          |                      |                          |
| 1979 |              | · (4e, 4e, , 4e)     |                    |                          | 11e (16e, 10e, 14e, 12e) |                      |                          |
| 1980 |              | · (7e, , 4e, 4e)     |                    | 7e (7e, 6e, 11e, 12e)    | DQ1 · (DQ, 5e, , -)      | 9e 5000m 11e 10.000m |                          |
| 1981 |              | 4e (5e, 4e, 4e, 4e)  |                    | 11e (11e, 12e, 7e, 11e)  | NC22 (22e, 19e, 20e, -)  |                      |                          |
| 1982 |              | 4e (5e, 6e, 4e, 5e)  |                    | NC18 (9e, 17e, 19e, -)   | 16e (31e, 14e, 12e, 12e) |                      |                          |
| 1983 |              | 4e · (5e, 4e, , 4e)  | 4e · (5e, , 9e, )  | · (5e, , , 7e)           | 4e · (11e, , 5e, 6e)     |                      |                          |
| 1984 |              | · (7e, , , 4e)       |                    | 7e (11e, 9e, 7e, 8e)     | 6e (6e, 6e, 6e, 13e)     | 9e 10.000m           |                          |
| 1986 |              | 6e (9e, 9e, 6e, 8e)  | 12e (6e, 17e, 15e) | 12e (13e, 14e, 19e, 11e) |                          |                      |                          |
| 1992 | 8e 5000 m    |                      |                    |                          |                          |                      |                          |

### Medaillespiegel
| Kampioenschap          | Goud · | Zilver · | Brons · |
| ---------------------- | ------ | -------- | ------- |
| NK Allround Klassement | 0      | 2        | 1       |
| NK Allround Afstanden  | 1      | 1        | 1       |
| NK Sprint Afstanden    | 2      | 0        | 0       |
| EK allround Klassement | 0      | 1        | 0       |
| EK allround Afstanden  | 0      | 0        | 2       |
| WK Allround Afstanden  | 0      | 1        | 1       |
| WK junioren Afstanden  | 0      | 1        | 0       |

## Persoonlijke records
| Afstand      | Tijd     | Datum            | Baan       |
| ------------ | -------- | ---------------- | ---------- |
| 500 meter    | 38,60    | 14 februari 1982 | Davos      |
| 1000 meter   | 1.17,17  | 31 januari 1981  | Davos      |
| 1500 meter   | 1.57,42  | 6 maart 1983     | Inzell     |
| 3000 meter   | 4.06,75  | 3 maart 1983     | Inzell     |
| 5000 meter   | 7.04,97  | 2 januari 1992   | Heerenveen |
| 10.000 meter | 14.49,50 | 2 maart 1987     | Heerenveen |